# 荒川家住宅
荒川家住宅（あらかわけじゅうたく）は岐阜県高山市丹生川町大谷にある飛騨地方屈指の歴史を有する古民家で、主屋と土蔵が日本国により重要文化財に指定されている。
荒川家は金森長近の飛彈入部に従って当地に移ったという旧家である。元禄年間以降江戸時代を通じて大谷村とその周辺を束ねる兼帯名主を務めた。現在残る荒川家住宅は棟札や住宅に残る資料から主屋が寛政8年（1794年）、土蔵はさらに古い延享4年（1747年）の建造で、飛彈屈指の歴史を誇る。昭和46年（1971年）に国により重要文化財に指定されるが、それ以降も昭和58年（1983年）に丹生川村が買い取るまで荒川家が所有し、住宅として用いられていた。所有が丹生川村に移った後保存修復工事を施された。丹生川町が合併し、高山市になった後も荒川家の所有していた歴史資料や生産用具等の資料と共に公開されている。
主屋は榑葺き平入り切妻造りの木造2階建てで、桁行11間、梁間8間で面積は約345平米である。木材は場所によって使い分けられ、土台は栗、柱は桧、梁には松が使われている。玄関は南東を向く。農家として用いられ、入口の土間にあたるドージの左側に馬を飼育したマヤを設け、2階は仕切りを設けず養蚕に使われていた。ドージに面した右側は居間であるオエで囲炉裏を備えた板の間であり、ドージの奥は同じく囲炉裏を持つ板の間であるダイドコで、さらにその奥が流し場となっている。ダイドコの左、マヤの奥にあたるのが作業場のニワである。オエの右手にナカノマと仏間、デエ（出居）、オクデエと呼ばれる座敷があり、寄り合いが開かれる際にはそれらの襖を外して大きな部屋を確保することができるようになっている。